# Große Synagoge (Bila Zerkwa)

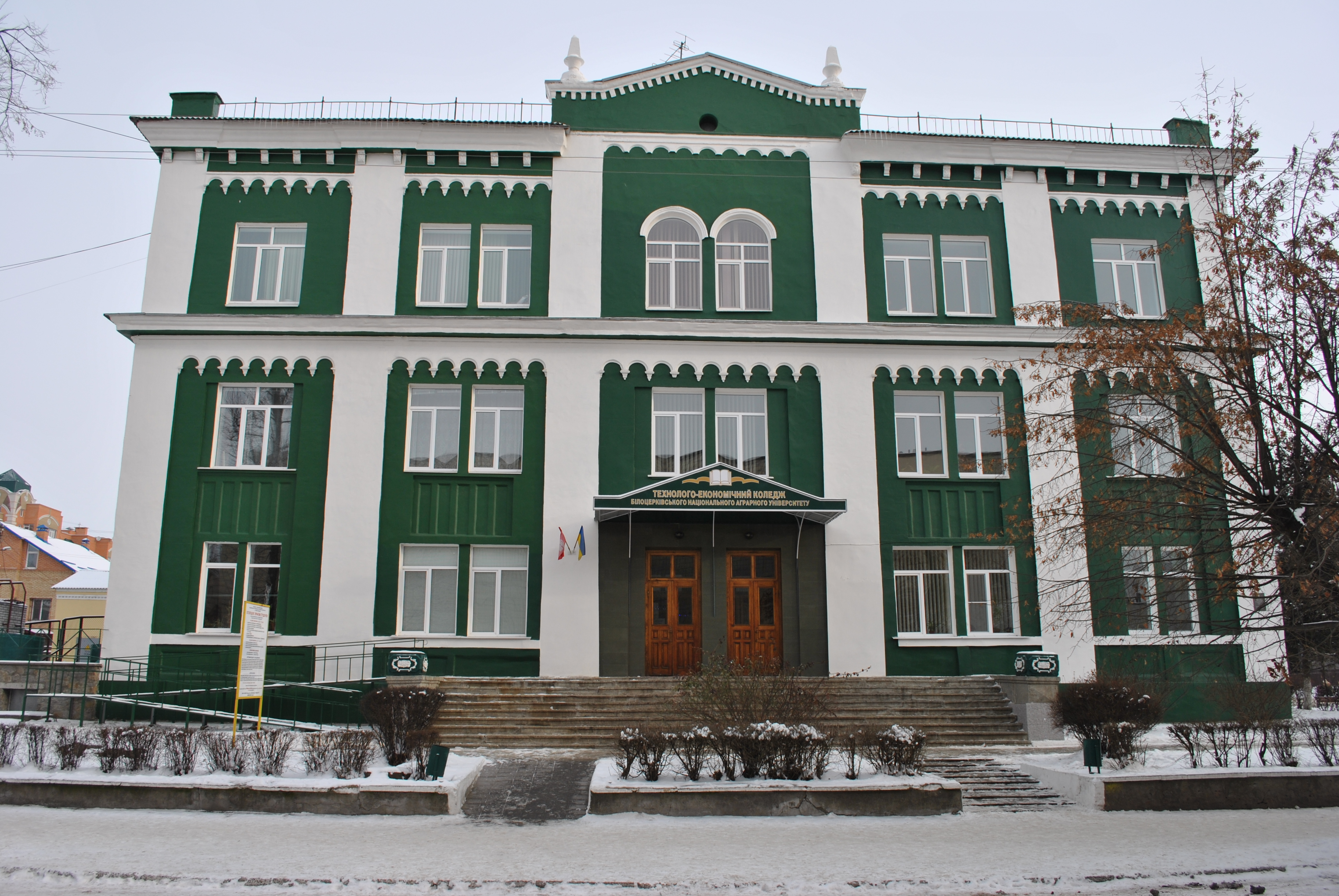
Große Synagoge

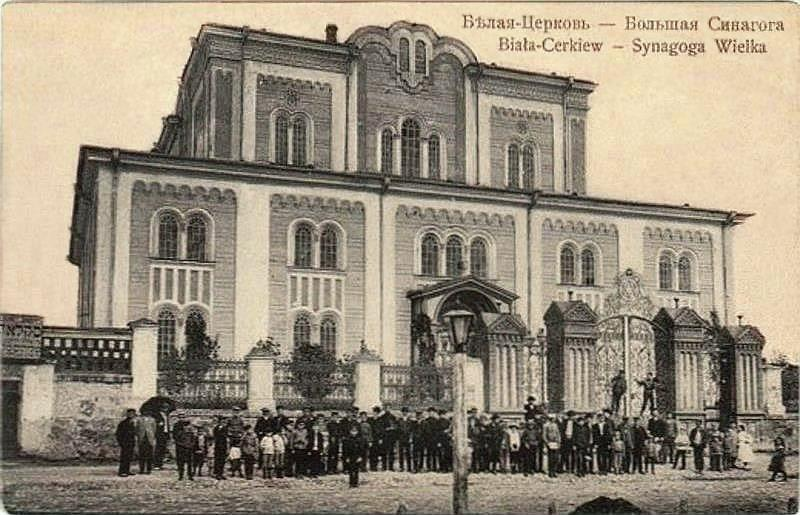
Zwischen 1895 und 1910

Die Große Synagoge in Bila Zerkwa, einer ukrainischen Stadt in der Oblast Kiew, wurde Mitte des 19. Jahrhunderts  erbaut. Das gut erhaltene Gebäude wird heute von einer Fachhochschule genutzt.

## Geschichte
Die Große Synagoge (auch als Choral-Synagoge bekannt) wurde von 1854 bis 1860 gebaut. 1905 wurde das Gebäude renoviert und ein neuer Toraschrein eingebaut. Innen waren kleine Geschäfte (oder Verkaufsstände), die vermietet waren. In den 1920er oder 1930er Jahren wurde die Synagoge von den sowjetischen Behörden geschlossen. 
Nach dem Zweiten Weltkrieg wurden die Räume für den Unterricht einer Fachhochschule genutzt. Dafür wurden umfangreiche Umbauten durchgeführt, wobei auch Zwischenwände eingezogen wurden, um mehr Räume zu erhalten.

## Architektur
Das Gebäude ist mit äußeren Abmessungen von 25,39 × 25,05 m nahezu quadratisch. Es ist in drei Stockwerke aufgeteilt und bis zum Dachsims 14,91 m hoch bei einer Gesamthöhe von 17,50 m. Es ist durch farblich abgesetzte Pilaster und einem Sims zwischen dem zweiten und dritten Stockwerk strukturiert.
Auf alten Fotos kann man sehen, dass das obere Stockwerk früher zwar ebenfalls quadratisch, aber deutlich kleiner war. Die Außenwände waren daher nicht durchgehend, sondern oberhalb des zweiten Stockwerks deutlich zurückgesetzt. Wann diese Erweiterungen durchgeführt wurden, ist nicht bekannt.
Trotz der Umbauten ist im Inneren die ehemalige Struktur noch erkennbar. Im Hauptraum, dem Gebetsraum der Männer, sind vier Säulen durch alle Stockwerke. Um diesen Raum gab es an den Seiten auf zwei Etagen Emporen mit den Gebetsräumen der Frauen.
Toraschrein und Bima sind nicht mehr vorhanden.

## Weitere Synagogen
In Bila Zerkwa sind noch mindestens drei weitere Gebäude ehemaliger Synagogen erhalten, die sich aber in einem schlechteren Zustand befinden.